# Gruvsjön (Säters socken, Dalarna)
Gruvsjön är en sjö i Säters kommun i Dalarna och ingår i Dalälvens huvudavrinningsområde. Sjön har en area på 0,637 kvadratkilometer och ligger 229,9 meter över havet.

## Delavrinningsområde
Gruvsjön ingår i det delavrinningsområde (668507-149417) som SMHI kallar för Utloppet av Gruvsjön. Medelhöjden är 240 meter över havet och ytan är 4,69 kvadratkilometer. Det finns inga avrinningsområden uppströms utan avrinningsområdet är högsta punkten. Vattendraget som avvattnar avrinningsområdet har biflödesordning 3, vilket innebär att vattnet flödar genom totalt 3 vattendrag innan det når havet efter 205 kilometer. Avrinningsområdet består mestadels av skog (78 procent). Avrinningsområdet har 0,64 kvadratkilometer vattenytor vilket ger det en sjöprocent på 13,6 procent.